# Jan Wieland
Jan Wieland (* 3. Juli 1978 in Speyer) ist ein ehemaliger deutsch-finnischer Basketballspieler.

## Werdegang
Wieland, Sohn einer finnischen Mutter und eines deutschen Vaters, wuchs in Speyer auf, er war Schüler am örtlichen Gymnasium am Kaiserdom und spielte Basketball beim TSV Speyer. Als Jugendlicher ging er für ein Jahr in die Vereinigten Staaten. Der 1,88 Meter große Aufbau- und Flügelspieler trat 1998/99 zunächst mit Speyer in der 2. Basketball-Bundesliga an, spielte dann ebenfalls in der 2. Bundesliga für den VfR 1919 Limburg und gehörte im Spieljahr 1999/2000 zur Zweitligamannschaft der SG Sechtem 1971, den Verein verließ er im Jahr 2000. Er ging erneut in die USA, nahm ein Studium am Community College of Baltimore County-Catonsville auf und spielte zwei Jahre lang für die Mannschaft der im Bundesstaat Maryland gelegenen Hochschule. Für die Mannschaft des Goldey-Beacom College (Bundesstaat Delaware) erzielte er in der Saison 2003/04 als drittbester Korbschütze 12,8 Punkte je Begegnung.
Er spielte zeitweise für die Mannschaft Schuylkill Firedogs in der US-amerikanischen Liga EBA, ehe er im Sommer 2006 in die finnische Korisliiga zu Pussihukat wechselte. Für den Verein aus der Stadt Vantaa erzielte Wieland während der Saison 2006/07 in 29 Ligaspielen im Durchschnitt 2,4 Punkte. Bei Pussihukat gehörte der später in Deutschland als Trainer bekannte Daniel Jansson zu seinen Mannschaftskameraden. Zur Saison 2007/08 ging Wieland nach Deutschland zurück und stand fortan im Aufgebot des USC Heidelberg in der 2. Bundesliga ProA. Im Anschluss an das Spieljahr schied er aus der USC-Mannschaft aus.
Wieland beendete verletzungsbedingt seine Spielerlaufbahn und wurde mit Sitz in Finnland als Spielervermittler und -berater (ab 2009 mit eigenem Unternehmen) tätig.